# Pterolophia dubiosa
Pterolophia dubiosa là một loài bọ cánh cứng trong họ Cerambycidae.